# Sebastião José de Carvalho e Melo
Sebastião José de Carvalho e Melo, Markiz de Pombal (port. Marquês de Pombal – mɐɾ'keʃ dɨ 'põbaɫ, ur. 13 maja 1699 w Lizbonie, zm. 8 maja 1782 w Pombalu) – portugalski polityk, w latach 1750–1777 premier i pierwszy doradca króla Portugalii Józefa I.

## Życiorys

### Początki
Pombal urodził się w bogatej szlacheckiej rodzinie, jako syn Manuela de Carvalho e Ataíde i jego żony, Teresy Luizy de Mendonça e Melo. Rodzina ta posiadała dość znaczne majątki ziemskie w rejonie Leirii w środkowej Portugalii, a leżące tam miasto Pombal, z którego się wywodziła, tłumaczy skrócone imię przyszłego markiza.
Studiował na uniwersytecie w Coimbrze i odbył pełną służbę w wojsku. Po powrocie do Lizbony poślubił Teresę de Mendonça e Almada (1689–1737), przy czym ślub odbył się wbrew woli rodziny panny młodej. W tym czasie de Melo przez siedem lat mieszkał w rodzinnej posiadłości na wsi w pobliżu Pombal. Prawdopodobnie przyczyną, dla której opuścił Lizbonę, była kłótnia rodzinna, której szczegóły nie są znane.

### Kariera polityczna

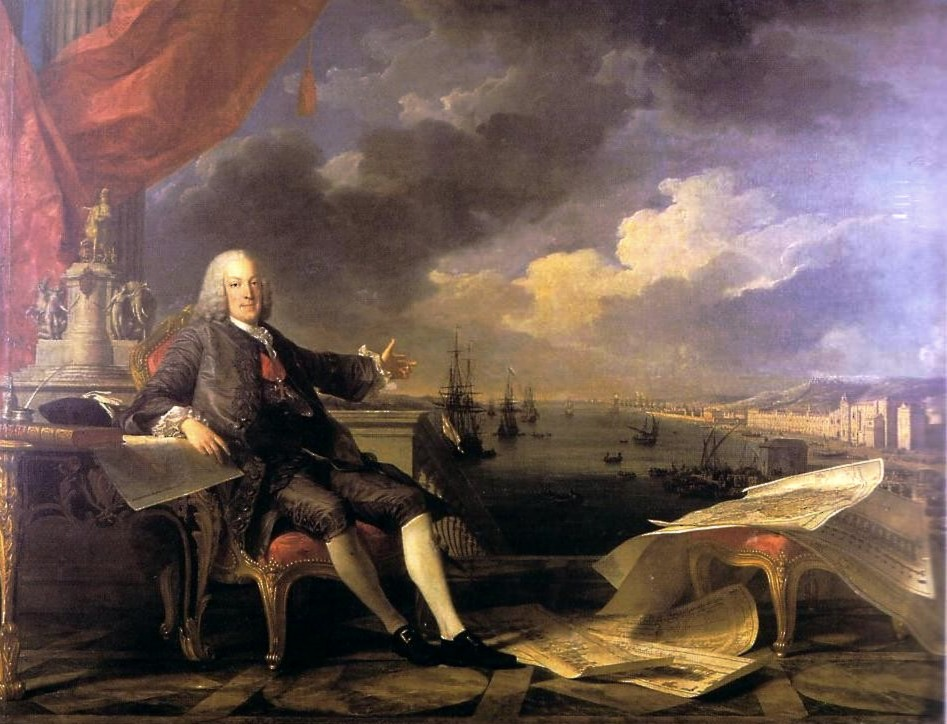
Portret De Melo malował Louis-Michel van Loo (1707–1771), Muzeum Historyczne Miasta Lizbony

W 1739 roku Sebastião de Melo został ambasadorem Portugalii w Londynie i pełnił tę funkcję przez cztery lata. W latach 1745–1749 był ambasadorem w Wiedniu. Dostrzegła go wówczas portugalska królowa Maria Anna Austriaczka, wywodząca się z dynastii Habsburgów, która po śmierci pierwszej żony Pombala zaaranżowała jego kolejne małżeństwo z Marią Eleonorą von Daun, córką Leopolda, feldmarszałka Austrii. Ówczesny król Portugalii, Jan V Wielkoduszny, nie był jednak zadowolony z postępującej kariery ambasadora i nakazał mu powrót do Lizbony.
Król Jan umarł w 1750 roku, niedługo po powrocie dyplomaty do Portugalii, a na tron wstąpił przychylny Pombalowi Józef I i powierzył mu stanowisko ministra spraw zagranicznych i wojny. Wraz ze wzrastającym zaufaniem władcy e Melo skupiał w swoim ręku coraz więcej władzy.
W 1750 roku Pombal został mianowany premierem Portugalii. Zainspirowany sukcesem ekonomicznym Wielkiej Brytanii, jaki obserwował podczas swojego pobytu w Londynie, z powodzeniem realizował analogiczne do brytyjskich reformy w swoim kraju. Jego dokonania stanowią między innymi zniesienie niewolnictwa w Portugalii (ale nie w jej koloniach), reforma uniwersytetu w Coimbrze i stworzenie państwowego systemu oświaty oraz restrukturyzacja armii. Pombal zakończył także dyskryminację protestanckiej szlachty, złożonej głównie z angielskich kupców osiadłych w Porto i Vila Nova de Gaia.

### Portugalia w XVIII wieku
W okresie wielkich przemian społeczno-ekonomicznych oświecenia, jakie postępowały w XVIII-wiecznej Europie, Portugalia była powszechnie uważana za jeden z najbardziej zacofanych krajów kontynentu i stanowiła częsty obiekt kpin ze strony myślicieli i pisarzy epoki. Jedną z przyczyn tego stanu rzeczy była wielka rola kleru w Portugalii – w 1750 roku szacowano, że w liczącym około 3 miliony mieszkańców królestwie było aż 200 tysięcy duchownych. Większość kleru stanowili zakonnicy i zakonnice, w 1780 r. żyjący w 538 klasztorach na terenie całego kraju. Voltaire pisał w swoim, opublikowanym w 1759 roku, Kandydzie:

Po trzęsieniu ziemi, które zniszczyło trzy czwarte Lizbony, mędrcy owej krainy nie znaleźli skuteczniejszego środka przeciw całkowitej ruinie, jak dać ludowi piękne auto-da-fé. Uniwersytet w Coimbrze orzekł, iż widowisko kilku osób spalonych uroczyście na wolnym ogniu jest niezawodnym sekretem przeciwko trzęsieniu ziemi.

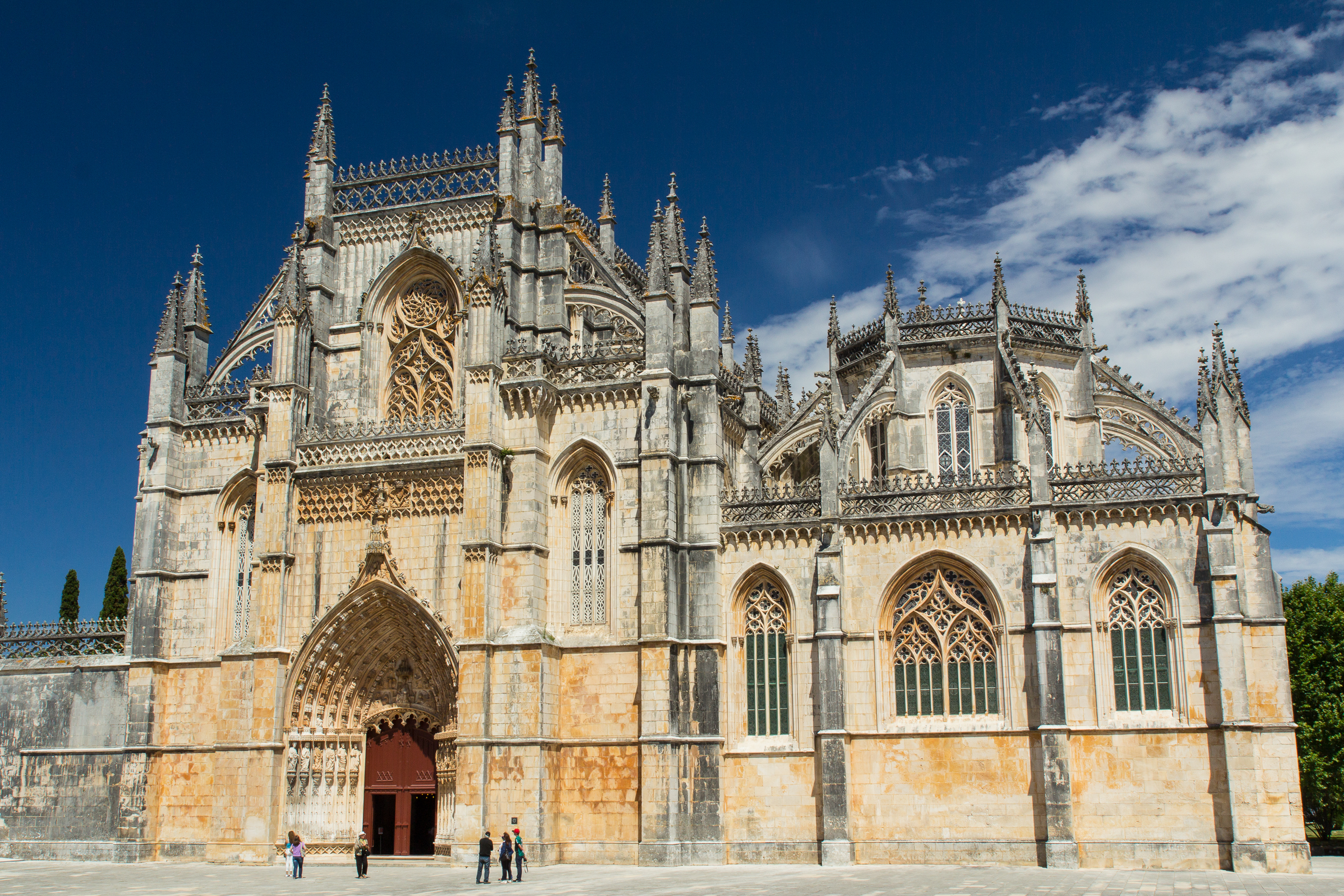
Klasztor w miejscowości Batalha.

Najpotężniejszym zakonem w Portugalii byli jezuici, którzy posiadali de facto monopol na kształcenie elit intelektualnych. W kraju były tylko dwa uniwersytety, z czego jeden, w mieście Evora, był prowadzony przez jezuitów. Natomiast aby studiować prawo, medycynę lub teologię na uniwersytecie w Coimbrze, należało ukończyć obowiązkową szkołę przygotowawczą, w której kluczowe przedmioty wykładali jezuici. Pombal w trakcie swojego pobytu w Anglii i Austrii zetknął się z wieloma osobami krytycznie nastawionymi do wpływu, jaki wywierał kler na społeczeństwo, naukę i niektórych ówczesnych władców. Należy wymienić tu głównie Gerarda van Swietena, jednego z prekursorów tendencji w polityce nazwanej później józefinizmem.

### Wczesne reformy Pombala
Jako premier e Melo rozpoczął otwartą polemikę z jezuitami, wysuwając wobec zakonu zarzuty mające często niewiele wspólnego z prawdą. Spór był uważnie obserwowany przez ówczesne środowiska intelektualne Europy i wzbudził międzynarodową debatę na temat problemu jezuitów. Wkrótce potem Pombal oskarżył zakon i arystokratyczną rodzinę Távora o spisek przeciwko królowi, co w czasach dominacji ustroju monarchii absolutnej było najwyższym możliwym wykroczeniem. Pod tym pretekstem skłonił Józefa I do zamknięcia placówek jezuickich i wydalenia zakonu z Portugalii, co nastąpiło ostatecznie 17 grudnia 1759 roku. Decyzja ta odbiła się szerokim echem na całym świecie, a kulminacją procesów przez nią zapoczątkowanych było rozwiązanie Towarzystwa Jezusowego przez papieża Klemensa XIV w roku 1773.

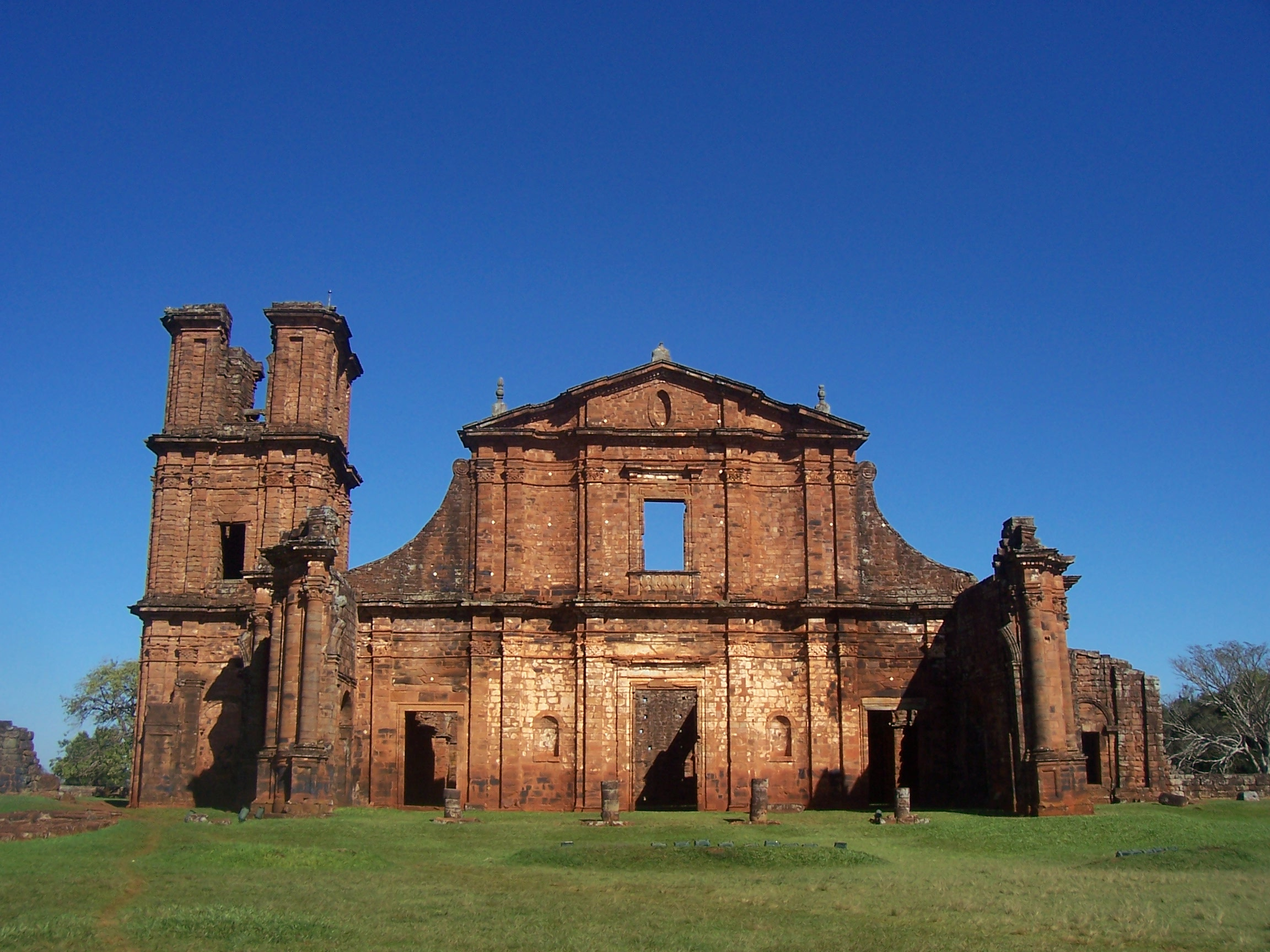
Była misja jezuicka w São Miguel das Missões (Brazylia).

Nie mniej znaczące osiągnięcia przypisywane są Pombalowi w dziedzinie szkolnictwa; po rozwiązaniu problemu jezuitów określił podstawy publicznej edukacji, zakładając zintegrowaną sieć szkół podstawowych i średnich. Na uniwersytecie w Coimbrze założono wydziały matematyki i nauk przyrodniczych. Wszystkie te przedsięwzięcia finansowała monarchia, znacznie bogacąca się wówczas na eksploatacji ogromnych złóż srebra, odkrytych na początku XVIII wieku w Brazylii.
Pombal słynął z twardej i bezkompromisowej polityki. Skonstruowany przez niego system podatkowy spowodował falę krytyki ze strony wyżej usytuowanej szlachty, która w dużej mierze ponosiła koszty przemian. Pogardzany wśród arystokracji, często nazywany był karierowiczem i parweniuszem.

### Trzęsienie ziemi w Lizbonie

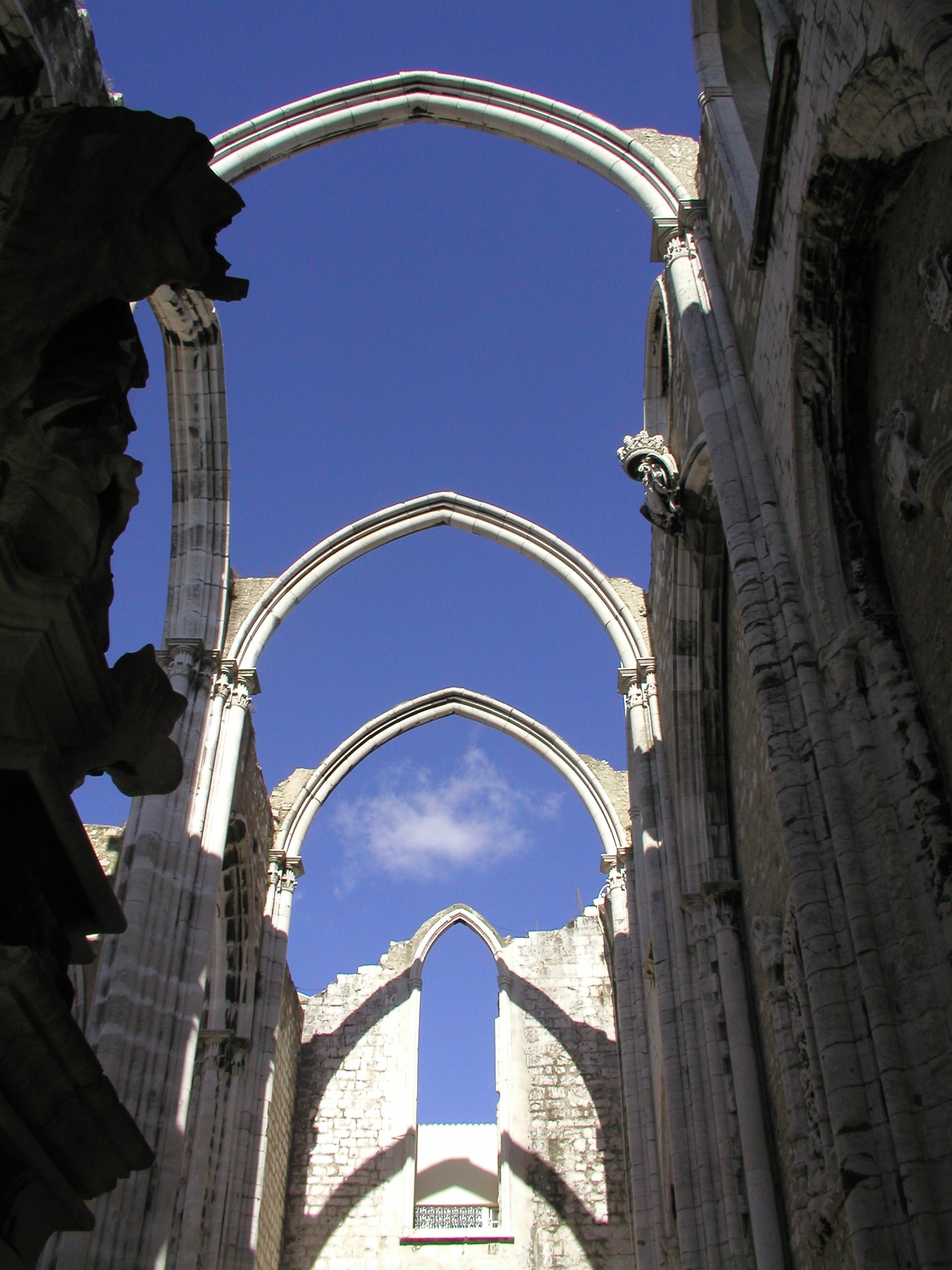
Ruiny nieodbudowanego po katastrofie klasztoru karmelitów w centrum Lizbony.

Trzęsienie ziemi o przypuszczalnej sile około 9 stopni w skali Richtera nastąpiło w dzień Wszystkich Świętych 1755 roku, około 9.45, w czasie, gdy większość mieszkańców Lizbony uczestniczyła w porannej mszy. W ciągu 10 minut nastąpiły trzy najdotkliwsze wstrząsy, a wywołana przez wstrząs fala typu tsunami zalała wybrzeże, gdzie schroniło się wielu lizbończyków. Przez całe miasto przetoczyła się następnie fala pożarów, dopalając doszczętnie pozostałe rejony miasta – zniszczeniu uległo między 80 a 90% zabudowy. Ocalała jedynie stara, arabska dzielnica Alfama.
Spośród 270 000 ówczesnych mieszkańców zginęło od 10 tys. do 40 tys., przy czym obecnie uczeni szacują najbardziej prawdopodobną liczbę ofiar na ok. 15 tysięcy. Katastrofa wstrząsnęła Europą. We wspomnianym wcześniej Kandydzie autor dosyć często nawiązuje do tego wydarzenia – właśnie od lizbońskiego trzęsienia ziemi Voltaire rozpoczął polemikę z Rousseau na temat Opatrzności. Dla Portugalii i jej stolicy, wcześniej jednego z najpotężniejszych portów Europy, 1755 rok stanowi jedną z najważniejszych dat w historii.
Pombal szczęśliwie przeżył kataklizm, przebywając w tym czasie poza Lizboną. W przeciwieństwie do króla, który przeżył głęboki szok i do końca życia nie odzyskał pełnej równowagi psychicznej, Pombal był w stanie działać. Według niepotwierdzonej relacji, gdy król zapytał go co należy zrobić, Pombal miał odpowiedzieć: I co teraz? Pogrzebiemy umarłych i nakarmimy żywych (port. E agora? Enterram-se os mortos e alimentam-se os vivos). Natychmiast po przybyciu do stolicy zarządził prace nad odgruzowaniem miasta, nakazał zabezpieczyć budynki przed grabieżą i pogrzebać w morzu ciała zabitych, aby uniknąć epidemii. Zorganizował również tymczasowe schronienia dla ludności, która utraciła domy, a ceny żywności na jego polecenie uregulowano na poziomie sprzed trzęsienia ziemi.

### Odbudowa miasta
Niedługo później pod kierownictwem Pombala rozpoczęto kompleksową odbudowę Lizbony według założeń architektury klasycyzmu. Powstała w tym okresie dzielnica Baixa (dosł. Dolna, z uwagi na położenie w przylegającej do Tagu kotlinie) stanowi prawdopodobnie pierwszy w historii przykład zastosowania rozwiązań architektonicznych odpornych na trzęsienia ziemi. Wszystkie nowo wybudowane kamienice były (najpierw w formie modeli z drewna) poddawane testom maszerującego dookoła nich wojska. Klasycystyczny rozmach przedsięwzięcia, szerokie prostopadłe ulice wykładane mozaikami budziły w zrujnowanym kraju podziw i uznanie. Jednocześnie tradycyjnym, obfitującym w detale płytkom azulejos przeciwstawiono proste, geometryczne flizy określane później jako pombalińskie, a ulicom nadano nazwy poszczególnych cechów. W owym czasie ktoś spytał e Melo: „Na co komu tak szerokie ulice?”. W odpowiedzi usłyszał: „Pewnego dnia okażą się za wąskie” (Um dia elas serão pequenas).

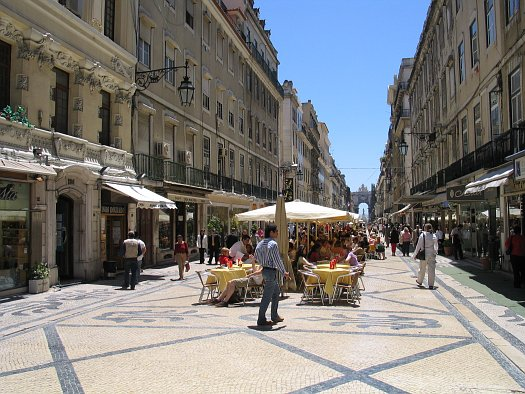
Rua Augusta, główna arteria Baixy

Pombal uważany jest za jednego z pionierów sejsmologii dzięki wydaniu w 1756 roku zarządzenia, w którym zobowiązał gubernatorów każdej prowincji do opracowywania corocznego raportu opisującego stan zabezpieczeń przed trzęsieniami ziemi. Premier przeprowadził także we wszystkich parafiach Portugalii ankietę, dotyczącą trzęsienia ziemi i jego skutków. Do podstawowych pytań należały następujące:
- Jak długo trwało trzęsienie?
- Ile razy powracało?
- Jakiego rodzaju straty spowodowało?
- Jak reagowały zwierzęta?
- Co się stało ze studniami?

Odpowiedzi zostały zdeponowane w archiwum Torre do Tombo, gdzie znajdują się do dziś. Dzięki uzyskanym odpowiedziom współcześni naukowcy posiadają wiarygodne źródło informacji o przebiegu trzęsienia ziemi w Lizbonie. Ankieta sporządzona przez Pombala pozostaje pierwszą znaną próbą opisu zjawisk sejsmicznych na świecie. W przeciągu niecałego roku większość zniszczeń wywołanych przez kataklizm została odbudowana, a e Melo za swoje zachowanie zyskał ogromną aprobatę ze strony społeczeństwa. Jego imieniem nazwano jeden z głównych placów Lizbony.

### Rządy Pombala po trzęsieniu ziemi

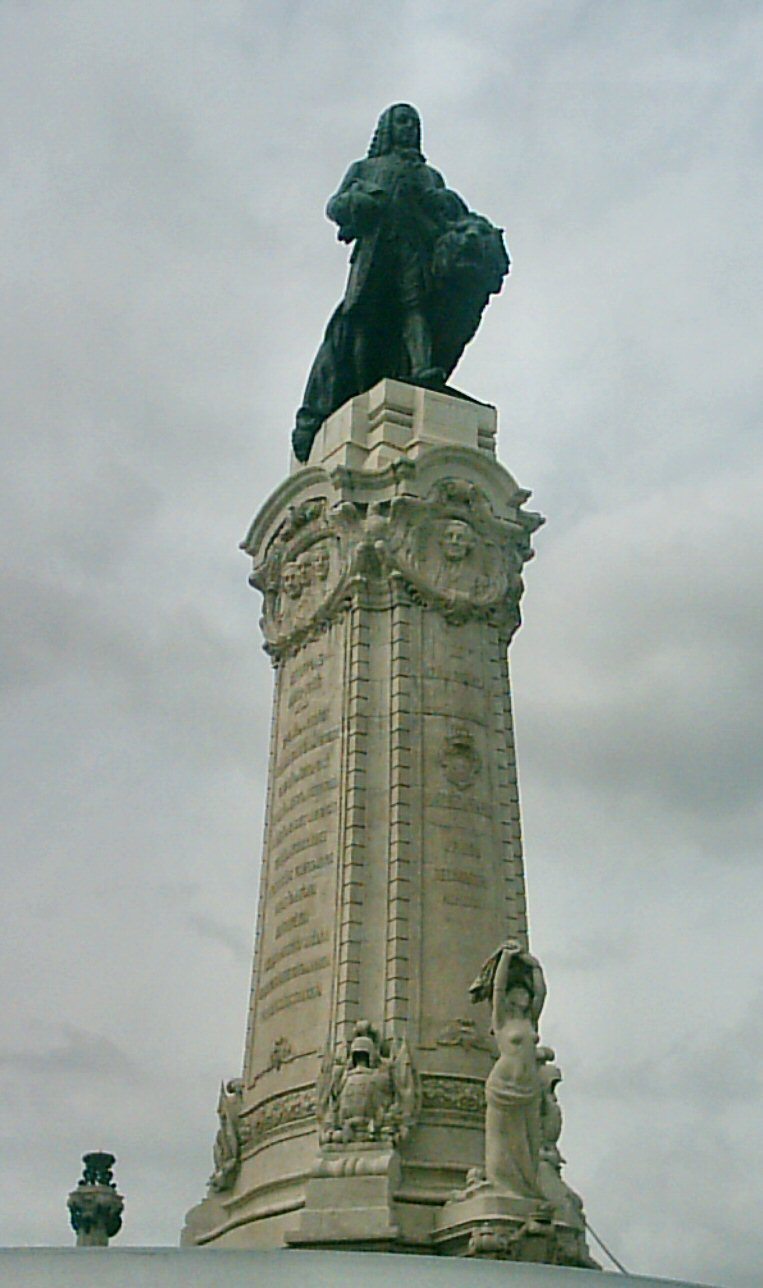
Pomnik e Melo na Praça do Marquês de Pombal w Lizbonie

Od czasu trzęsienia ziemi w 1755 r. aż do śmierci króla Józefa w 1777 r. Pombal sprawował de facto pełnię władzy w Portugalii. Już wcześniej król coraz bardziej podupadał na zdrowiu, stopniowo przekazując premierowi więcej władzy. Po trzęsieniu ziemi Józef I zaczął również zdradzać objawy ciężkiej odmiany klaustrofobii, która przerodziła się w przewlekłą chorobę, trapiącą władcę do jego ostatnich dni. Jako że król nie mógł znieść przebywania w murowanych budynkach, przeniósł dwór do wystawionego na wzgórzach Ajuda miasteczka namiotowego. Dyktatura Pombala, pomimo jego ogromnego wkładu w odbudowę kraju, budziła narastający sprzeciw.
Istotną, ale kontrowersyjną reformą wprowadzoną przez premiera było określenie regionu produkcji wina Porto i utworzenie w 1756 roku specjalnej kompanii handlowej (Kompania Górnego Duoro). Zajmowała się ona regulacją, jakości i sprzedaży tego niezwykle dochodowego trunku, który stanowił główny towar eksportowy do Anglii. Celem kompanii była ochrona interesów wielkich właścicieli winnic, których pozycja na rynku była zagrożona przez dynamicznie wzrastającą liczbę niewielkich producentów. Był to więc pewien rodzaj oligopolu. Działalność ustanowionej przez Pombala organizacji budziła wrogość dużej części ludności w okolicach Porto ze względu na jej ingerencje w swobodę produkcji i handlu – np. statut kompanii ograniczał liczbę tawern w mieście o około 90%. W 1757 roku w Porto doszło na tym tle do zamieszek, w trakcie których kilkutysięczny tłum zaatakował i zdemolował budynki przedsiębiorstwa. W odpowiedzi Pombal wprowadził w mieście stan wyjątkowy, rozmieszczając w nim ponad 2 tysiące dodatkowych żołnierzy, a do osądzenia uczestników rozruchów powołał specjalny trybunał. W procesie skazano na różne kary 442 osoby, z czego 14 stracono.
W 1758 roku król został ranny w wyniku nieudanej próby zamachu. W krótkim, pokazowym procesie Pombal oskarżył głównych przedstawicieli rodziny Távora i księcia Aveiro o zorganizowanie ataku. Na śmierć skazano jedenastu ludzi, w tym wspomnianych arystokratów, a kilkadziesiąt innych osób osadzono w więzieniu. Główni oskarżeni zostali straceni przez łamanie kołem, co wywołało w Europie powszechne oburzenie. Jego przyczyną nie była brutalność egzekucji, ale fakt zastosowania tak okrutnej kary wobec osób wysoko urodzonych. O współudział w spisku oskarżono też jezuitów, co stało się pretekstem do wygnania ich zakonu z Portugalii i jej kolonii w 1759 roku. W uznaniu za szybką reakcję na zamach Józef I nadał w 1759 roku swojemu premierowi ziemie hrabstwa Oeiras. Prestiżowy tytuł markiza e Melo otrzymał w 1770 roku.
W reakcji na wygnanie jezuitów drastycznie ochłodziły się stosunki Portugalii z papiestwem. W 1760 roku, gdy papież nie udzielił dyspensy na ślub księżniczki Marii z jej stryjem, Pombal polecił nuncjuszowi papieskiemu opuścić królestwo. Przez następne dziewięć lat Portugalia nie utrzymywała stosunków dyplomatycznych ze Stolicą Apostolską. Premier wykorzystał tę okoliczność, aby podporządkować Kościół kontroli państwa. Reformy kościelne lat 60. XVIII wieku obejmowały między innymi znaczne zmniejszenie kompetencji Inkwizycji, poddanie biskupów władzy świeckiej i rozszerzenie ich autonomii w stosunku do papiestwa, a także ograniczenie liczebności kleru zakonnego. W toku reform na polecenie Pombala uwięziono biskupa Coimbry, który sprzeciwiał się nowej polityce – został on przy tym pozbawiony stanowiska.
W 1762 roku doszło do inspirowanej przez Francuzów inwazji hiszpańskiej na Portugalię. W trakcie trwającej wówczas wojny siedmioletniej Francja walczyła przeciwko Wielkiej Brytanii, a atak hiszpańskich sprzymierzeńców Francji na Portugalię miał uderzyć w brytyjską gospodarkę, jako że Portugalia była ważnym partnerem handlowym dla Brytyjczyków. Celem inwazji było zmuszenie rządu Pombala do zaniechania wymiany gospodarczej z Anglią. Portugalii udało się jednak obronić, również dzięki pomocy brytyjskiego korpusu ekspedycyjnego, i jeszcze w 1762 roku oba kraje Półwyspu Iberyjskiego zawarły pokój. W wyniku wojny Pombal przedsięwziął reformy armii.
W latach 70. Pombal energicznie wspierał rozwój manufaktur w Portugalii – szereg przedsiębiorstw uzyskało wtedy od państwa preferencyjne warunki podatkowe i pożyczki. Premier nadawał znaczącym inwestorom tytuły szlacheckie, tworząc w ten sposób nową, oligarchiczną elitę kraju.

### Ostatnie lata
Kres władzy premiera nastąpił dopiero w momencie, gdy rok później na tron wstąpiła córka Józefa I, Maria I Pobożna. Przyczyną wzajemnej niechęci monarchini i Pombala był sposób, w jakim premier postępował z opozycją, szczególnie z przyjazną Marii rodziną Távora. Nowa władczyni i jej pierwszy minister różnili się także zasadniczo w kwestiach światopoglądowych. Królowa wydała osobliwy dekret, zabraniający markizowi zbliżać się do dworu na odległość mniejszą niż 20 mil. Jeśli w trakcie podróży zdarzyło się, że przebywa w pobliżu Pombala, musiał on natychmiast oddalić się na wskazany dystans.
Świeżo nadany tytuł hrabiego pozwolił De Melo wybudować w Oeiras własny pałac, otoczony stylizowanym, francuskim ogrodem i pokryty charakterystycznymi portugalskimi płytkami ściennymi azulejos. Po zwolnieniu z funkcji premiera w 1777 roku spędził tam w spokoju ostatnie lata swojego życia. Zmarł 8 maja 1782 roku, pozostawiając kraj w dużo lepszej kondycji, niż na początku swoich rządów. W dobie monarchii absolutnych pozostawał jedynym premierem, mającym tak duży wpływ na władzę.

## Dokonania
Przeszedł do historii jako zdecydowany i pewny siebie polityk, który przytomnie zareagował na dotkliwe trzęsienie ziemi z 1755 roku, osobiście nadzorując odbudowę Lizbony. Uważany jest za jednego z prekursorów sejsmologii. Odwaga i stanowczość podejmowanych przez niego decyzji przysporzyła mu wielu wrogów, jednak poparcie, jakim cieszył się ze strony uległego mu władcy, pozwoliło Pombalowi wytrwać na stanowisku do początków panowania Marii I Pobożnej. Na tle pogrążonej w stagnacji XVIII-wiecznej Portugalii jawi się jako jeden z bardziej wyrazistych przedstawicieli myśli oświeceniowej.